# Grandaddy
Grandaddy — американская инди-рок-группа, существовавшая с 1992 по 2006 гг. Лидером группы, основным автором песен, вокалистом, гитаристом и клавишником являлся Джейсон Литл (Jason Lytle). Также в состав группы входили гитарист Джим Фэйрчайлд (Jim Fairchild), клавишник Тим Драйден (Tim Dryden), басист Кевин Гарсия (Kevin Garcia) и барабанщик Аарон Бёрч (Aaron Burtch). Пик карьеры группы пришёлся на начало 2000-х, когда Grandaddy выпустили альбом «Software Slump», признанный некоторыми изданиями одним из наиболее интересных релизов десятилетия. Однако, несмотря на повышенный интерес музыкальной прессы, коллектив не смог добиться значительного коммерческого успеха, и в 2006 г. было объявлено о его роспуске.

## История
Группа Grandaddy была образована в городке Модесто, штат Калифорния, по инициативе бывшего профессионального скейтбордиста Джейсона Литла, который был вынужден уйти из спорта после травмы колена. Кроме Литла в первоначальный состав группы вошли его друзья детства — басист Кевин Гарсия и барабанщик Аарон Бёрч. Поскольку в округе было немного клубов, подходивших для выступлений, группа была вынуждена давать концерты на соревнованиях скейтбордистов. Участники группы построили студию в доме Литла и начали самостоятельно выпускать свои записи. Первым подобным релизом стал кассетный мини-альбом «Prepare to Bawl», выпущенный в 1992 г. В 1994 г. Grandaddy выпустили свой дебютный альбом «Complex Party Come Along Theories» на кассетах ограниченным тиражом в 200 копий. В 1995 г. состав группы был усилен гитаристом Джимом Фэйрчайлдом и клавишником Тимом Драйденом. С приходом новых участников окончательно сформировалось звучание Grandaddy. Выпуск в 1996 г. ещё одного кассетного альбома «Don’t Sock the Tryer» был отменён. Вместо этого Grandaddy подписали контракт независимым лейблом WILL Records, на котором выпустили мини-альбом «A Pretty Mess by This One Band», считающийся началом их официальной дискографии.

## Дискография
Студийные альбомы
- Under the Western Freeway (1997)
- The Sophtware Slump (2000)
- Sumday (2003)
- Just Like the Fambly Cat (2006)
- Last Place (2017)[3]
- Blu Wav (2024)